# Eton Wall Game

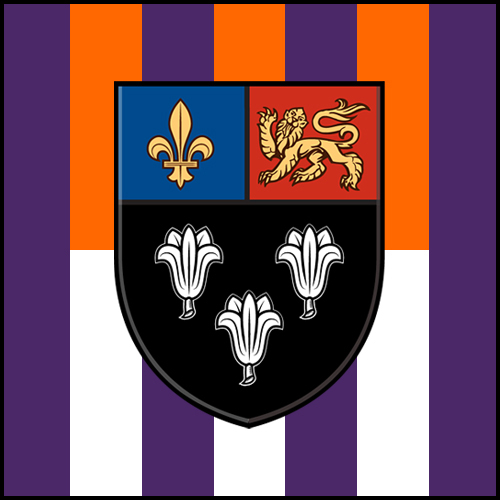
Eton College Wall Game

El Eton Wall Game es un juego que tiene algo de parecido al rugby. Se originó en la Universidad de Eton, donde todavía es practicado. Se juega en una porción de tierra de 5 metros de ancho y 110 metros de largo ("El Surco") junto a una pared de ladrillo ligeramente curvada ("La Pared") levantada en 1717.
El partido tradicional y más importante del año es jugado el Día de San Andrés, cuando los Collegers (los reyes de la escuela) juegan contra los Oppidans (el resto de la escuela). A pesar de que en la universidad hay solo 70 chicos para elegir, comparados con los 1250 o menos Oppidans, los Collegers tienen una ventaja: el acceso al campo en el que el Eton Wall Game es jugado está controlado por un Colleger. A pesar de esto, es habitual para ellos dejárselo a los Oppidans para utilizarlo siempre que lo desean.
En el partido anual del Día de San Andrés, los Oppidans suben sobre la pared, después de tirar sus gorras como desobediencia de los estudiantes a los reyes de la escuela, mientras los Collegers caminan desde el lejano final del Campus Universitario, brazo con brazo, hacia donde se encuentran los Oppidans y los conocen.
El Eton Wall Game es también jugado el Día de la Ascensión, inmediatamente después de la cita en la capilla universitaria a las 6 de la mañana. Varios partidos intensos son también jugados durante la Fiesta de San Miguel y "Lent Halves", donde chicos de grupos de diferente año así como maestros participan.

## Puntuación
El objetivo del juego es mover la pelota hacia los adversarios hasta el final del área de juego. En los últimos pocos metros del campo hay un área llamada el "calx". En esta área un jugador puede ganar un "tímido" (cuyo valor es un punto) por levantar la pelota contra la pared con su pie. Un compañero de equipo entonces toca la pelota con su mano y grita "¡Conseguido!". Estas dos acciones tienen que pasar dentro del calx. Después de esto, si el árbitro dice "dado", el equipo que ha puntuado puede intentar marcar un gol (cuyo valor es de nueve puntos) por lanzar la pelota a un punto designado (una puerta de jardín al final de un lado del campo y un árbol en el otro lado). Un jugador también puede marcar un gol chutando, válido por cinco puntos, si lanza la pelota fuera y marca un gol durante el curso normal de juego.

## Juego
El juego principal consiste en dos conjuntos de jugadores que forman un melé (llamado "Matón") que en el otro equipo puede tocar la pelota para encorvarlo hacia atrás (exceptuando en el Calx, donde un tipo diferente de Matón es llamado Matón Calx). El Matón es formado próximo a la Pared y el cámbaro lentamente a lo largo de la Pared hasta que la pelota aparece. Muchos jugadores, particularmente aquellos cuya posición es contra la Pared, pierden la piel de sus codos, caderas y rodillas. Debido a esto, los jugadores normalmente llevan mangas largas. Los jugadores dentro del Matón se meten y empujan unos con otros, mayoritariamente con sus cuerpos pero también golpean con sus puños las caras de los rivales e intentan que retrocedan y queden fuera de la Pared. Pegar no está permitido, y agarrar la camiseta de un adversario ("holding") es también castigado.
En el Calx, hay un tipo diferente de Matón llamado Matón Calx. La manera más rápida de avanzar en el terreno es chutando la pelota campo arriba y fuera del juego siempre que no venga hacia los lados del Matón. A diferencia de la mayoría de tipos de fútbol, el juego es retomado por el contrario donde la pelota ha sido parada después de que haya salido, o fue tocada después de que haya salido.
Como consecuencia, la mayoría de la táctica común gira en torno a la formación de una 'falange'. Consta de un túnel (saliendo de la pared, diagonalmente delante de la posición de la pelota) de jugadores de un equipo quienes se encuentran agachados próximos los unos a los otros. Una vez el equipo con posesión de la pelota ha formado una falange exitosa,  intenta pasar la pelota por debajo del 'túnel', utilizando las rodillas de los jugadores que lo forman, hasta un jugador que está al final de la falange, conocido como Líneas, cuyo trabajo es chutar la pelota campo arriba. El equipo sin posesión constantemente está intentando interrumpir esto y ganar la pelota.
El juego dura una hora, con dos mitades de 30 minutos. Muchas veces acaba con 0-0. Marcar goles (diez puntos) es muy raro; ocurre aproximadamente una vez cada 10 años y no se ha marcado ningún gol en el de Día de San Andrés desde 1909. Un gol fue marcado en un partido intenso reciente (en un entrenamiento menos formal para el día de San Andrés) en mayo de 2016 por un College. Aun así, los shies (cuyo valor es 1 punto) son marcados más frecuentemente.
En el partido del Día de San Andrés de 2015, el resultado fue un 0-0. Esto marcó el 106.º partido consecutivo del Día de San Andrés en que ningún gol fue marcado por un equipo. Había, aun así, una controversia cercana a las etapas últimas del partido. Los Collegers estaban en el Calx y gritaron "Conseguido" para reclamar que habían marcado un tímido. Incluso aunque un Oppidan dijo al árbitro que era un claro tímido y que pudo ser visto de donde fuese, el árbitro dijo no pudo ver la pelota en la tierra y no dio el tímido. 
En el juego de 2016, el 250.º partido del Día de San Andrés, los Collegers triunfaron 1-0 contra los Oppidans. Este fue el 107.º partido consecutivo del Día de San Andrés en que ningún gol fue marcado por un equipo; aun así, los Collegers marcaron un tímido.

## Organización
El Eton Wall Game está compuesto completamente por chicos, particularmente por los Keepers (capitanes) del College Wall, Oppidan Wall y la Mixta Wall. Jugadores antiguos famosos del Eton Wall Game son Boris Johnson, quien era Keeper de la College Wall, George Orwell y Harold Macmillan. El primer as de la Primera Guerra Mundial Arthur Rhys Davids también jugó, representando a los Collegers, con Ralph Dominic Gamble en 1915.
Miembros de la Collegue Wall también anualmente conmemoran al jugador del Eton Wall Game Logie Leggatt, haciendo una tostada en cada "Cena del Calcetín de la Navidad" con las palabras en piam memoriam L.C.L ("a la memoria piadosa de L.C.L"). A pesar de su renombre fuera de la escuela, solo un número muy pequeño de 250 o menos chicos participan cada año en este deporte, a diferencia del menos conocido pero mucho más jugado Eton Field Game.
El Eton Wall Game ha sido jugado dos veces por dos equipos completos de mujeres.[cita requerida]

## En la cultura popular
La británica comedia de enredos Green Wing presenta un juego de ficción, Guyball (/ˈɡiːbɔːl/), el cual parodia la oscuridad de los pasatiempos de la escuela pública como el Eton Wall Game. Está protagonizado por Guy Secretan, quien aprendió el deporte en la ficticia escuela Whiteleaf (/ˈhwɪtlɪf/). El objetivo del juego es lanzar pelotas en un "Topmiler", una cesta de mimbre encima de un casco de cuero de vuelo. Aun así, las reglas del Guyball nunca están completamente explicadas y está diseñado para ser confuso y tan difícil de entender como sea posible. Los seguidores del espectáculo aun así crearon sus reglas propias, y el juego era ocasionalmente jugado en la realidad.
En la serie de Terry Pratchett Discworld, el gremio Ankh-Morpork Assassins' tiene una variante más sádica del Eton Wall Game, y es esencialmente un híbrido extremo de rock-climbing y el dodgeball.
En la primera novela de Charlie Higson, SilverFin, un joven James Bond va a Eton y aprende las reglas del Eton Wall Game.
El juego fue el tema de un libro de 1987, El salón de deportes vergonzosos, de Bruce Nash y Allan Zullo.
La novela de Robert Ludlum The Bancroft Strategy brevemente describe el juego, diciendo: "Creo que la última vez que un gol fue marcado en un partido del Día de San Andrés fue en 1909, si lo puedes creer".
La novela de Frederick Forsyth El Cobra contiene una referencia sobre el Eton Wall Game.
Len Deighton, protagonista sin nombre en El IPCRESS Archivo,  compara una escena viajando en avión con el Eton Wall Game.